# Trachysphyrus ornatipes
Trachysphyrus ornatipes là một loài tò vò trong họ Ichneumonidae.